# Burkholderia
Genre
Le genre Burkholderia (auparavant faisant partie du genre Pseudomonas) regroupe un ensemble de bactéries qui colonisent une très large variété de niches écologiques, c'est quasiment un genre ubiquiste. Ce sont des bactéries à coloration Gram négatives, mobiles, aérobies obligatoires formant des bâtonnets, et qui sont pour certaines espèces pathogènes pour l'homme, les animaux et les plantes. Néanmoins le genre comporte également des espèces importantes pour l'écologie de l'environnement. 

## Historique
Les sept premières espèces du genre Burkholderia ont d'abord été classées dans le genre Pseudomonas avant d'être caractérisées comme un genre à part entière en 1992 et transférées dans ce nouveau genre avec l'espèce Burkholderia cepacia comme espèce type. Le nom du genre Burkholderia a ensuite été validé en 1993 d'où cette date d'autorité.
Ce genre comprend des espèces connues pour être pathogène pour l'humain, les animaux et les plantes mais comprend aussi des espèces qui peuvent être importantes pour l'écologie et l'environnement. Par exemple, Burkholderia xenovorans (auparavant nommée Pseudomonas cepacia, puis Burkholderia cepacia et Burkholderia fungorum) est étudiée pour ses aptitudes de dégradation des liaisons organochlorées des pesticides et du polychlorobiphényle (PCB). 
Ainsi certaines espèces de Burkholderia sont étudiées pour leurs capacités à réhabiliter le sol des friches industrielles chimiques, tandis que d'autres espèces du même genre présentent un intérêt dans les cultures pour leurs rôles au niveau de la rhizosphère.
De par leurs résistances aux antibiotiques et les taux de mortalité qu'elles engendrent, les espèces Burkholderia mallei et Burkholderia pseudomallei peuvent être classées parmi les armes biologiques potentielles.

## Taxonomie

### Étymologie
L'étymologie du genre Burkholderia est la suivante : Burk.hol.de’ria N.L. neut. pl. n. suff. -ia, suffixe utilisé pour désigner une classe; N.L. fem. n. Burkholderia, ce nom de genre a été proposé 1992 (avec Errata 1993) par Eiko Yabuuchi et collègues d'après le nom du phytopathologue Walter H. Burkholder, qui, au milieu du XXe siècle à l'université Cornell, étudia et décrit de nombreuses bactéries phytopathogènes,.

### Espèces valides
Selon la LPSN (12 décembre 2022), les espèces du genre Burkholderia publiées de manière valides sont les suivantes :
- Burkholderia aenigmatica Depoorter et al. 2020
- Burkholderia ambifaria Coenye et al. 2001
- Burkholderia anthina Vandamme et al. 2002
- Burkholderia arboris Vanlaere et al. 2008

- Burkholderia caribensis Achouak et al. 1999
- Burkholderia caryophylli (Burkholder 1942) Yabuuchi et al. 1993
- Burkholderia cenocepacia Vandamme et al. 2003
- Burkholderia cepacia (Palleroni & Holmes 1981) Yabuuchi et al. 1993 (Espèce type)
- Burkholderia cepacia complex
- Burkholderia dolosa Vermis et al. 2004
- Burkholderia dabaoshanensis Guo, J. and Zhu, H. 2012
- Burkholderia fungorum Coenye et al. 2001
- Burkholderia gladioli (Severini 1913) Yabuuchi et al. 1993
- Burkholderia glathei (Zolg & Ottow 1975) Vandamme et al. 1997
- Burkholderia glumae (Kurita & Tabei 1967) Urakami et al. 1994
- Burkholderia graminis Viallard et al. 1998
- Burkholderia hospita Goris et al. 2003
- Burkholderia kururiensis Zhang et al. 2000
- Burkholderia mallei (Zopf 1885) Yabuuchi et al. 1993
- Burkholderia multivorans Vandamme et al. 1997
- Burkholderia phenazinium (Bell & Turner 1973) Viallard et al. 1998
- Burkholderia phenoliruptrix Coenye et al. 2005
- Burkholderia phymatum Vandamme et al. 2003
- Burkholderia phytofirmans Sessitsch et al. 2005
- Burkholderia plantarii (Azegami et al. 1987) Urakami et al. 1994
- Burkholderia pseudomallei (Whitmore 1913) Yabuuchi et al. 1993
- Burkholderia pyrrocinia (Imanaka et al. 1965) Vandamme et al. 1997
- Burkholderia sacchari Brämer et al. 2001
- Burkholderia singaporensis
- Burkholderia sordidicola Lim et al. 2003
- Burkholderia stabilis Vandamme et al. 2000
- Burkholderia terricola Goris et al. 2003
- Burkholderia thailandensis Brett et al. 1998
- Burkholderia tropica Reis et al. 2004
- Burkholderia tuberum Vandamme et al. 2003
- Burkholderia ubonensis corrig. Yabuuchi et al. 2000
- Burkholderia unamae Caballero-Mellado et al. 2004
- Burkholderia vietnamiensis Gillis et al. 1995
- Burkholderia xenovorans Goris et al. 2004

### Espèces non validées
Plusieurs espèces n'ont pas été publiées de manière valide ou sont en attente de validation, selon la LPSN (12 décembre 2022), on trouve dans ces cas précis, les espèces suivantes :
- Burkholderia agricolaris Shu et al. 2018
- Candidatus Burkholderia alatipes Lemaire et al. 2011
- Burkholderia alba Lee et al. 2018
- Candidatus Burkholderia amboniana Lemaire et al. 2011
- Candidatus Burkholderia andongensis Lemaire et al. 2011
- Candidatus Burkholderia anthocleistifolia Lemaire et al. 2011
- Burkholderia australis Paungfoo-Lonhienne et al. 2014
- Candidatus Burkholderia bidentata Lemaire et al. 2011
- Candidatus Burkholderia bifaria Lemaire et al. 2011
- Candidatus Burkholderia brachyantha Lemaire et al. 2011
- Candidatus Burkholderia brachyanthoides Lemaire et al. 2011
- Burkholderia brasilensis Baldani et al. 1997

- Candidatus Burkholderia brevipaniculata Lemaire et al. 2011

### Espèces synonymes
Toujours selon la LPSN (12 décembre 2022), plusieurs espèces de ce genre sont considérées comme des synonymes et dont le nom ne doit plus être utilisé, à savoir :
- Burkholderia acidipaludis est un synonyme de l'espèce Paraburkholderia acidipaludis (Aizawa et al. 2010) Sawana et al. 2017
- Burkholderia alpina est un synonyme de l'espèce Pararobbsia alpina (Weber and King 2017) Lin et al. 2020
- Burkholderia andropogonis est un synonyme de l'espèce Robbsia andropogonis (Smith 1911) Lopes-Santos et al. 2017
- Burkholderia arationis est un synonyme de l'espèce Caballeronia arationis (Peeters et al. 2016) Dobritsa et al. 2017
- Burkholderia arvi est un synonyme de l'espèce Caballeronia arvi (Peeters et al. 2016) Dobritsa et al. 2017
- Burkholderia aspalathi est un synonyme de l'espèce Paraburkholderia aspalathi (Mavengere et al. 2014) Sawana et al. 2017
- Burkholderia bannensis est un synonyme de l'espèce Paraburkholderia bannensis (Aizawa et al. 2011) Sawana et al. 2015
- Burkholderia bryophila est un synonyme de l'espèce Paraburkholderia bryophila (Vandamme et al. 2007) Sawana et al. 2015
- Burkholderia caballeronis est un synonyme de l'espèce Paraburkholderia caballeronis (Martínez-Aguilar et al. 2014) Sawana et al. 2017
- Burkholderia caledonica est un synonyme de l'espèce Paraburkholderia caledonica (Coenye et al. 2001) Sawana et al. 2015

## Pathogénicité
Les espèces suivantes sont connues pour leurs pathogènicités vis-à-vis de l'homme et ou d'autres animaux :
- Burkholderia mallei,
- Burkholderia pseudomallei, cause la mélioïdose
- Burkholderia cepacia, pathogène opportuniste retrouvé dans les cas d'infections pulmonaires chez les patients de la mucoviscidose